# Al-Shamiyah
Al-Shamiyah (tiếng Ả Rập: الشامية) là một thị trấn ở phía tây bắc Syria, một phần hành chính của Tỉnh Latakia, nằm ở phía bắc Latakia. Các địa phương gần đó bao gồm Burj Hồi giáo ở phía bắc, Burj al-Qasab và Kirsana ở phía nam. Theo Cục Thống kê Trung ương Syria, Al-Shamiyah có dân số 2.982 trong cuộc điều tra dân số năm 2004. Cư dân của nó chủ yếu là Alawites.